# John Beaufort (książę)
John Beaufort (ochrzczony 25 marca 1404, zm. 27 maja 1444) – angielski arystokrata, młodszy syn Jana Beauforta, 1. hrabiego Somerset, i lady Margaret Holland, córki 2. hrabiego Kentu.
Tytuł hrabiego Somerset odziedziczył po bezpotomnej śmierci swojego starszego brata, Henryka. Jako 15-latek towarzyszył królowi Henrykowi V w kampanii we Francji. W 1421 r. brał udział w wyprawie królewskiego brata, księcia Clarence, do Andegawenii. Brał udział w bitwie pod Baugé, gdzie książę Clarence zginął, a Somerset dostał się do francuskiej niewoli, w której przebywał przez 17 lat.
Uwolniony w 1438 r. walczył we Francji w imieniu króla Henryka VI. Ok. 1443 r. został kawalerem Orderu Podwiązki. W 1443 r. został kreowany księciem Somerset i hrabią Kendal. Otrzymał również stanowisko kapitana Akwitanii i Normandii, ale nie udało mu się objąć urzędu namiestnika Francji, który otrzymał książę Yorku. Somerset powrócił do Anglii i zmarł w 1444 r. Prawdopodobnie popełnił samobójstwo. Został pochowany w Dorset.
W 1439 r. poślubił Margaret Beauchamp of Bletso (ok. 1410 – 8 sierpnia 1482), córkę Johna Beauchampa i Edith Stourton, córki sir Johna Stourtona. Jan miał z nią jedną córkę:
- Małgorzata Beaufort (31 maja 1443 – 29 czerwca 1509), żona Edmunda Tudora, 1. hrabiego Richmond, matka króla Henryka VII

Somerset miał również troje nieślubnych dzieci:
- Jacinda (ok. 1434 – po 1469), żona Reginalda Greya, 7. barona Grey de Wilton, miała dzieci
- Thomasine (przed 1444 – ok. 1494)
- John of Somerset (ok. 1444 – po 1453)